# Isaac Israëls
Isaac Lazarus Israels (Amsterdam, 3 februari 1865 – Den Haag, 7 oktober 1934) was een van de voornaamste Nederlandse schilders uit de groep van Amsterdamse Impressionisten. Naast zijn schilderwerk was hij tekenaar en aquarellist en maakte hij pastels, etsen en litho's.

## Jeugd en opleiding

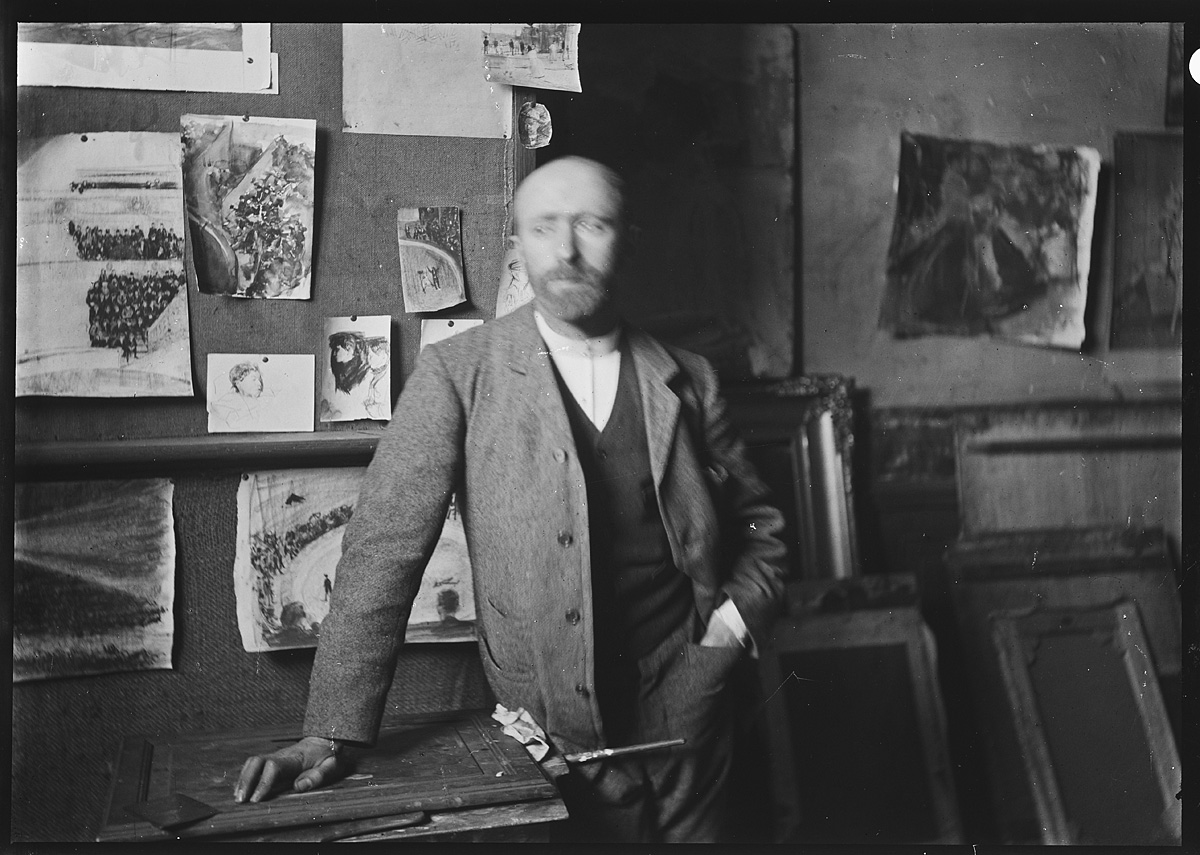
Israels in 1892 (foto Willem Witsen)

De jonge Isaac werd al op zijn dertiende van school genomen door zijn ouders en al vroeg opgeleid in het atelier van zijn vader Jozef Israëls, een van de oudere meesters van de Haagse School. Hij volgde enkele jaren de academie in Den Haag, van 1880 tot 1882. In 1880 schilderde hij al zijn vroege werken als De schermles, De militaire stal en de Militaire begrafenis en debuteerde met De repetitie van het signaal op de Tentoonstelling van Levende Meesters in Den Haag. Het schilderij werd, nog voor het af was, gekocht door Hendrik Willem Mesdag. In 1882 ontving hij een eervolle vermelding voor Militaire Begrafenis op de Salon des Artistes Français van Parijs. In 1886 studeerde hij nog korte tijd aan de Rijksacademie Amsterdam, waar hij werd weggestuurd omdat hij inmiddels volleerd was.

## Leven en werk
Isaac maakte in Amsterdam kennis met het mondaine stadsleven en ontmoette er George Breitner en Willem de Zwart. Hij werd een schilder van het turbulente nachtleven met een vrije, zwierig impressionistische toets. Met de Duitse schilder Max Liebermann werkte hij vaak samen in Scheveningen. Geïntroduceerd door Thérèse Schwartze wijdde hij zich eveneens aan motieven met mannequins en naaistertjes uit de modewereld.
In de zomer van 1903 verbleef Israels in Parijs. Een jaar later verhuisde hij naar de Franse lichtstad, waar hij onder de indruk kwam van Edgar Degas en van het werk van Henri de Toulouse-Lautrec. Hij had er zijn atelier op de Boulevard de Clichy. Hij schilderde er de specifiek Parijse motieven: het publiek in de parken, de cafés, cabarets en bistro's, naast de circus- en kermisacrobaten. Ook hier beeldde hij het atelierleven uit bij de Franse couturière Jeanne Paquin. In 1908 en 1909 exposeerde hij op de Parijse Salon.
Van 1913 tot 1915 verbleef hij in Londen. Hier waren het de ruiters op Rotten Row en de jonge danseresjes in de balletschool die zijn belangstelling kregen. In het voorjaar van 1915 reisde hij naar Zwitserland, in juli naar Parijs, in augustus terug naar Londen en eind september was hij weer terug in Nederland.
Eind 1921 reisde Israels naar Nederlands-Indië. Hij verbleef voornamelijk op Java, en wel in Batavia, Buitenzorg, Yogyakarta en Solo, waar hij enige tijd aan het hof van de Mangkoenegara verbleef. Ook bezocht hij Bali samen met de familie Veth. Op 4 oktober 1922 scheepte hij zich weer in voor Nederland.
In 1923 keerde hij terug naar Den Haag. Hij ging voorgoed aan de Haagse Koninginnegracht 2 wonen, in het huis van zijn ouders, die eerder op Koninginnegracht nr. 6 woonden. In het koetshuis van nr. 2 hadden Isaac en zijn vader ieder een eigen atelier. De vader van Israels overleed in 1911. In 1928 won Isaac op het kunsttoernooi van de Olympische Spelen een gouden medaille in de categorie schilderkunst met het werk Ruiter in roode rok (ook wel getiteld Ruiter met de rode jas, De rode rijder of De roode ruiter).
Israels overleed thuis, op 7 oktober 1934, twee dagen nadat hij werd aangereden door een auto, waar hij geen uitwendige verwondingen door had opgelopen. Hij werd gecremeerd in Crematorium Velsen in Driehuis.

## Werk van Israels
Zijn techniek, niet van Franse invloed gespeend, leidde tot de blijvende faam van de Amsterdamse Impressionisten.
Het veilingrecord voor de schilder werd betaald voor A table au Restaurant Le Perroquet, Paris, dat Christie's in oktober 2006 afhamerde op 493.600 euro.
In 2012 wijdden vijf Haagse museatentoonstellingen aan Israels onder de titel Isaac Israels in Den Haag, namelijk het Haags Historisch Museum, Panorama Mesdag, het Louis Couperus Museum, Muzee Scheveningen en het Haags Gemeentearchief.
In het Stadsarchief Amsterdam was van 15 juni tot 9 september 2012 de tentoonstelling Isaac Israels in Amsterdam te zien.

## Galerij

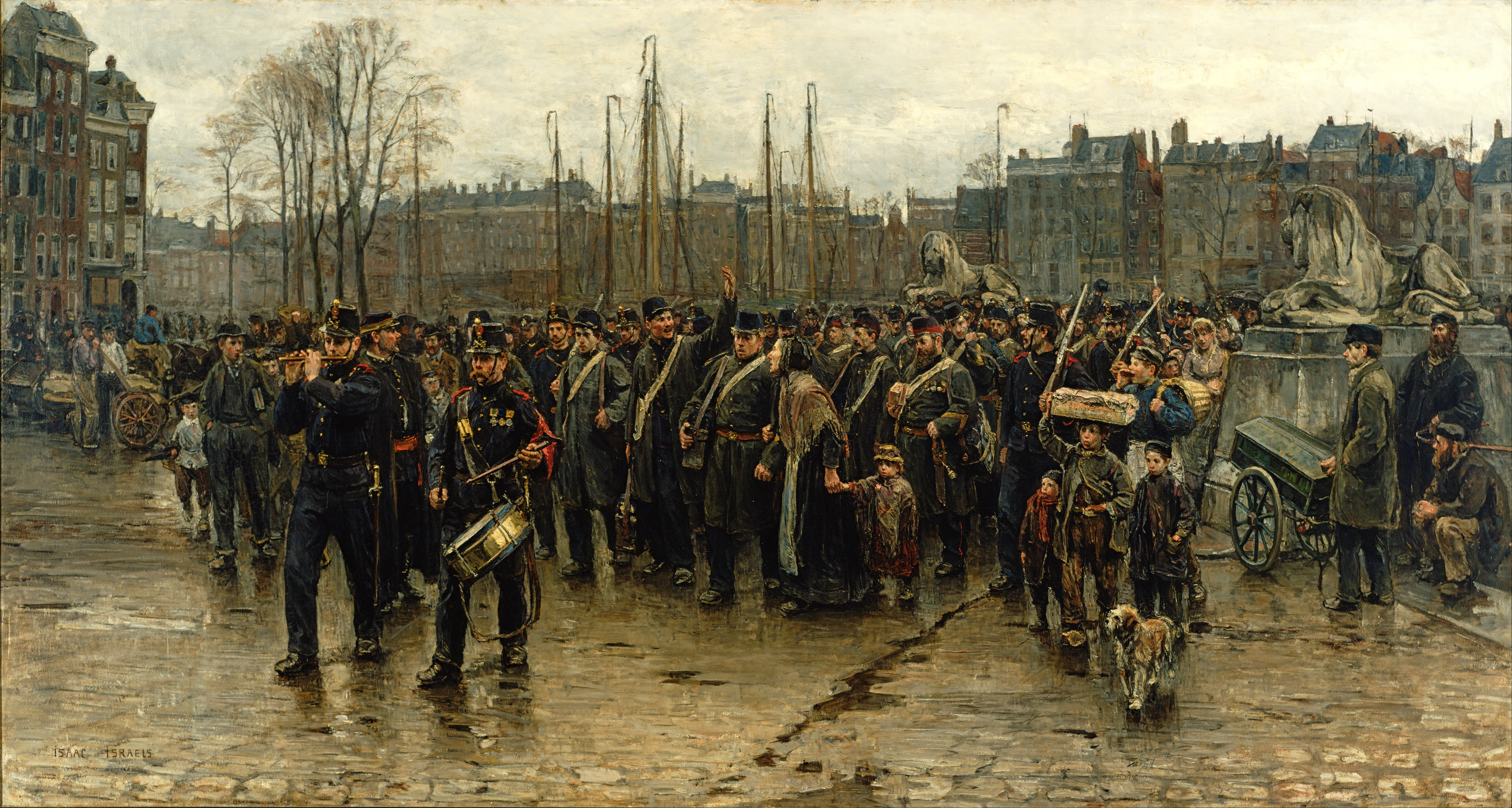
Het transport der kolonialen, 1883-1884, Rijksmuseum Amsterdam
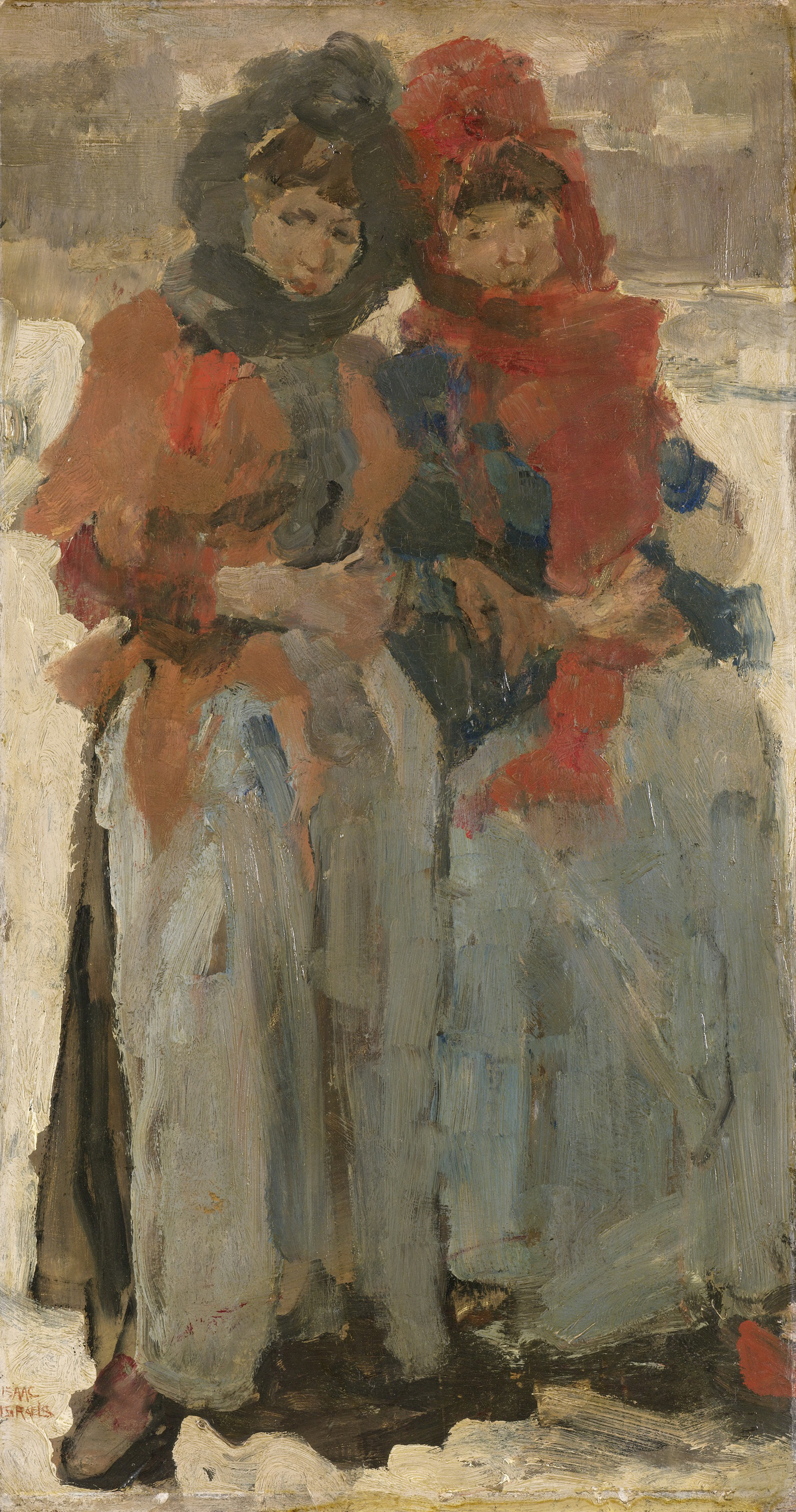
Twee meisjes in de sneeuw, ca. 1890-1894, Rijksmuseum Amsterdam
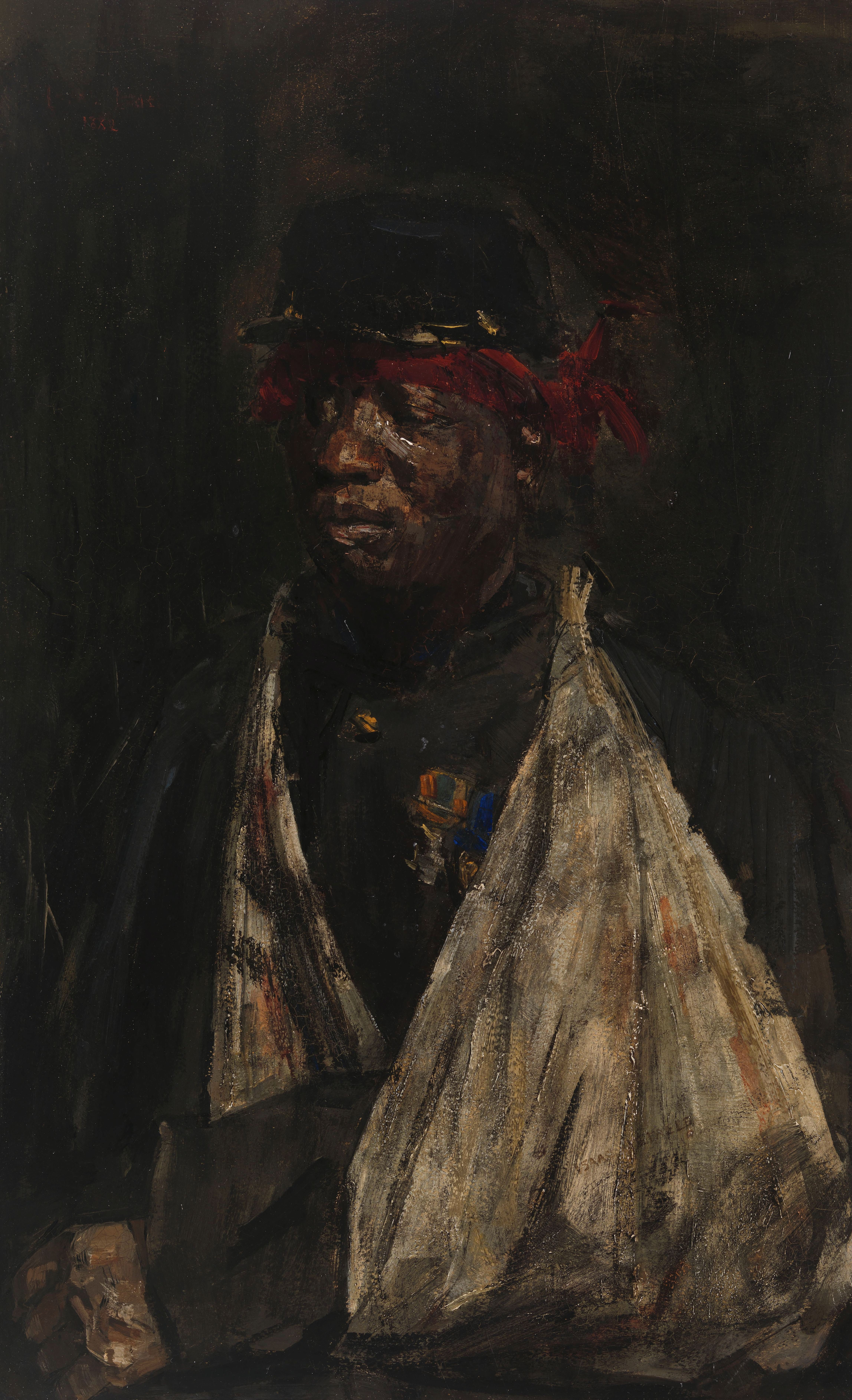
Portret van een gewonde KNIL-militair (Kees Pop), 1892, Rijksmuseum Amsterdam
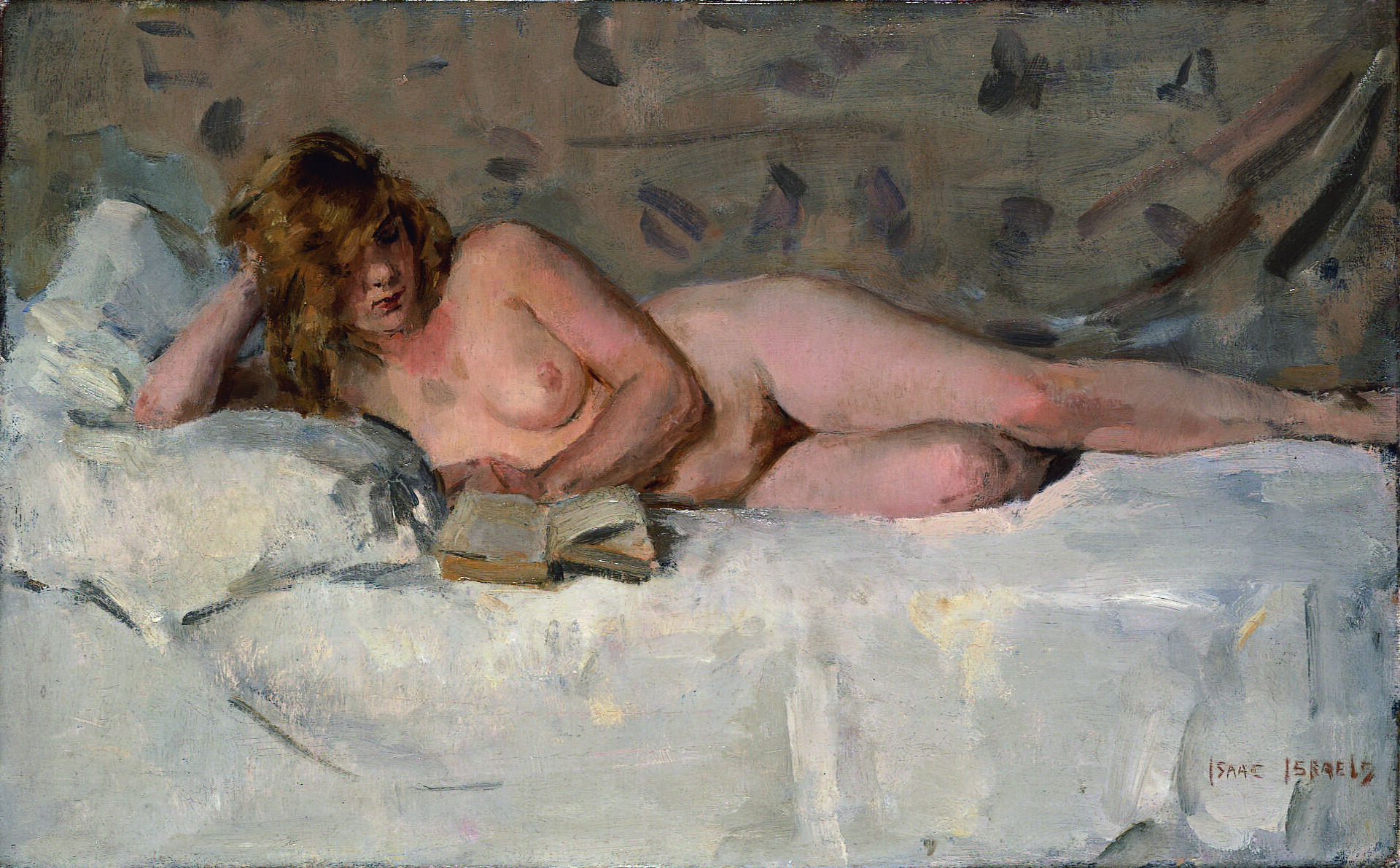
Liggend naakt (Sjaantje van Ingen), ca. 1894-1900
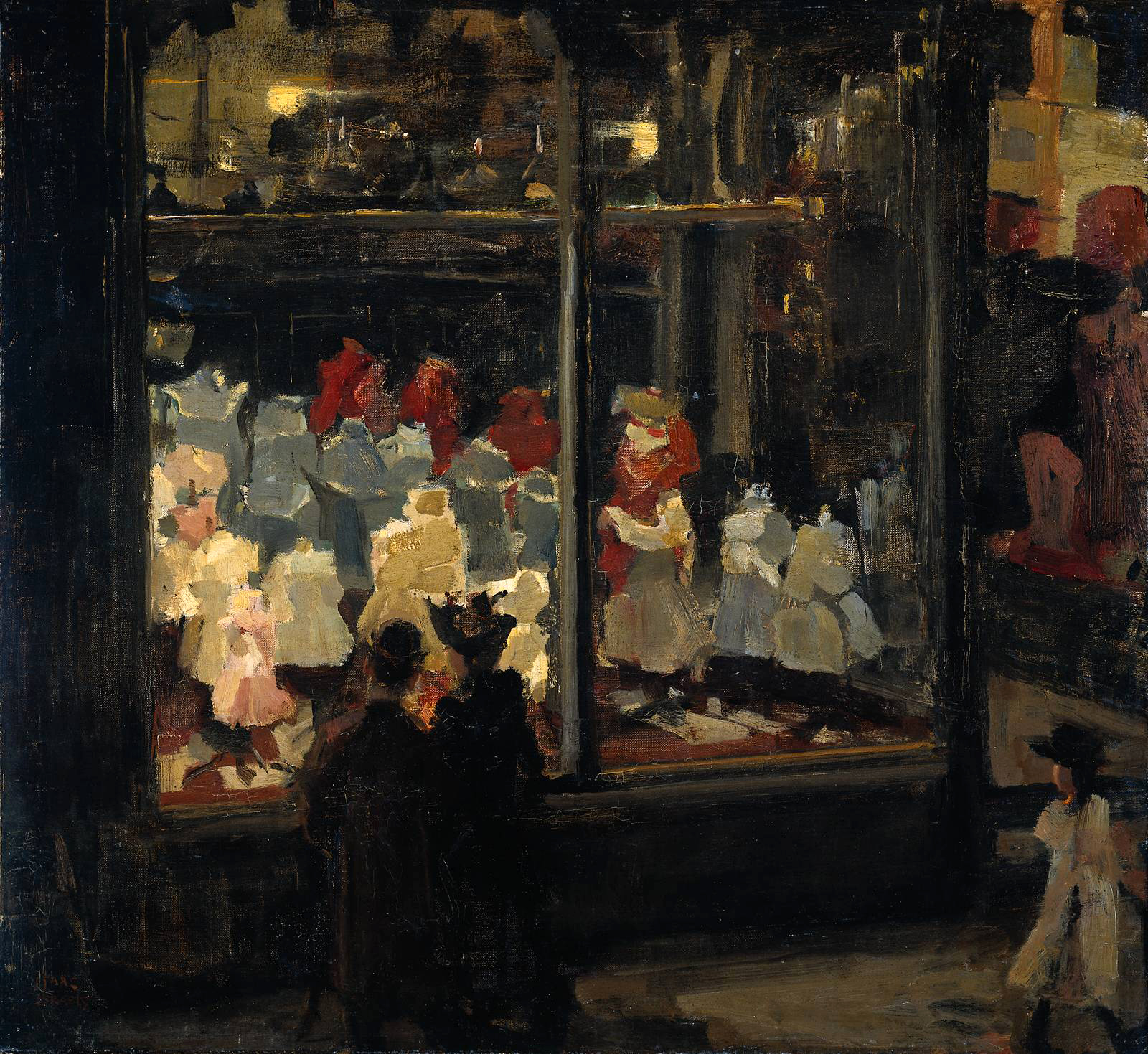
Etalage, olieverf op doek, 59 × 64 cm, Rijksmuseum Amsterdam 1894
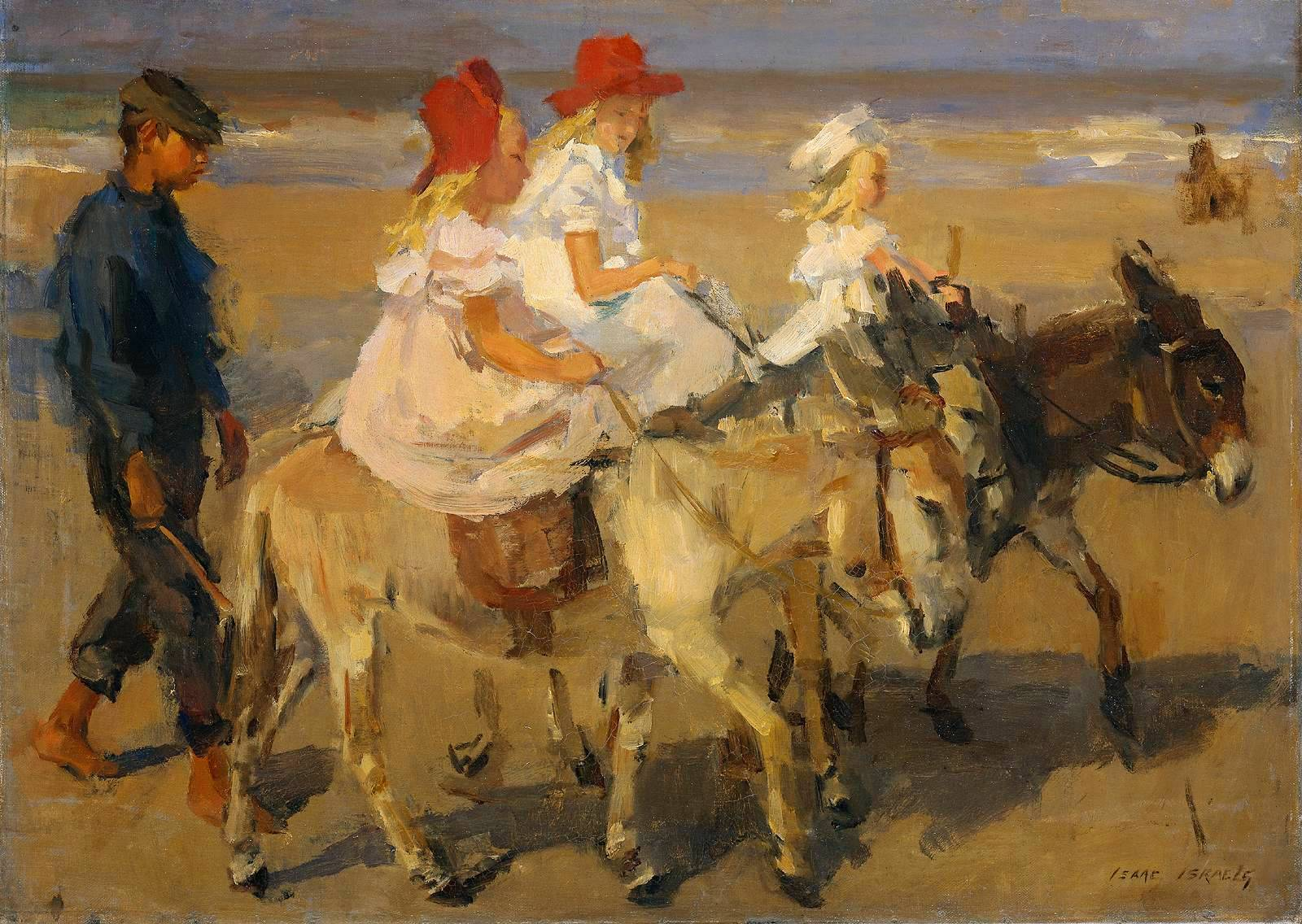
Ezeltje rijden langs het strand, olieverf op doek, 51 × 70 cm, Rijksmuseum Amsterdam ca. 1898-1900
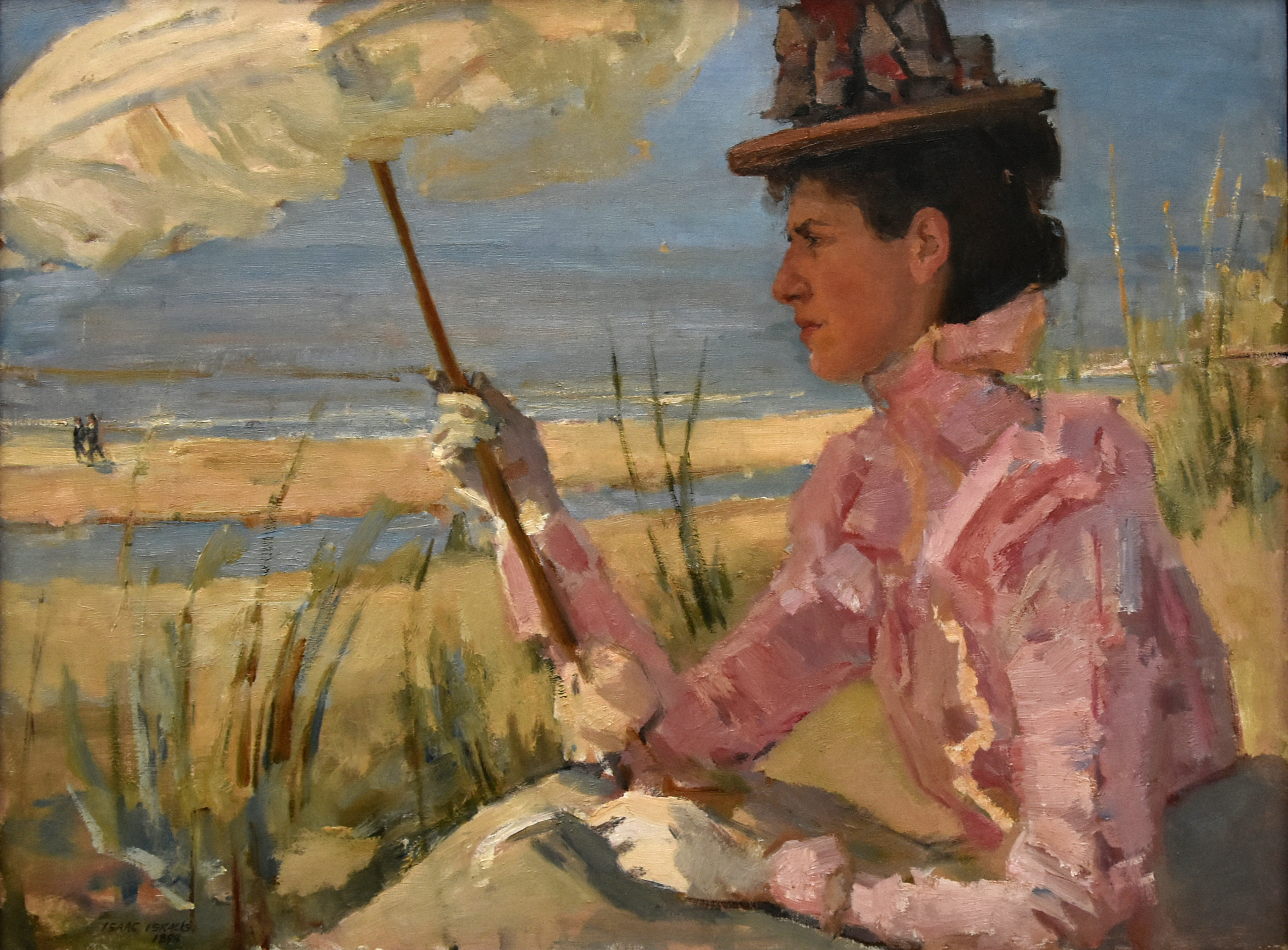
Portret van Dorothea Dina Estella Calisch-Hijmans, ca. 1898
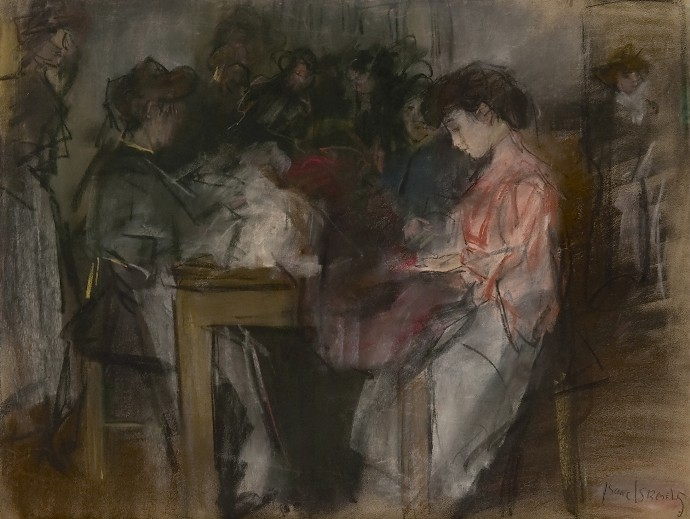
Naaiatelier van modehuis Paquin, Parijs, ca. 1904
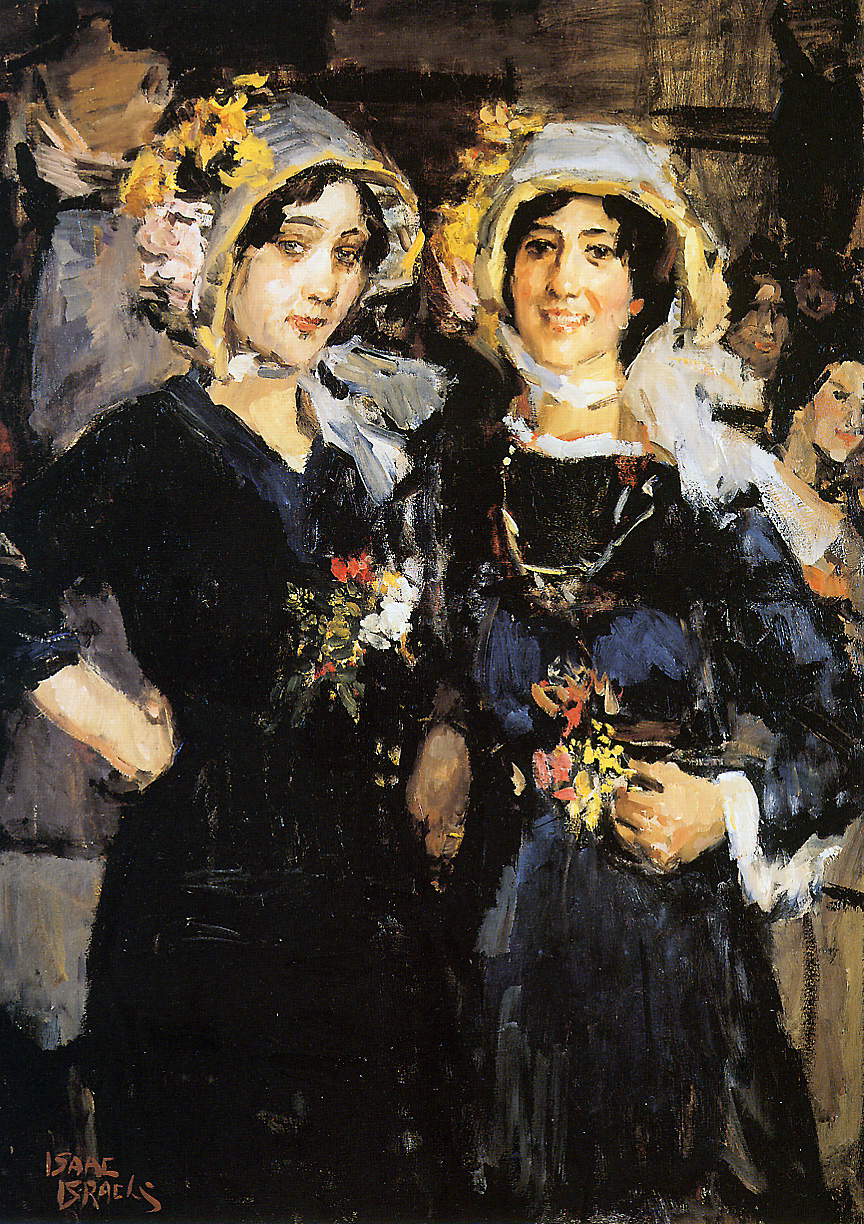
Twee vrouwen, Catherinettes, Parijs, ca. 1905
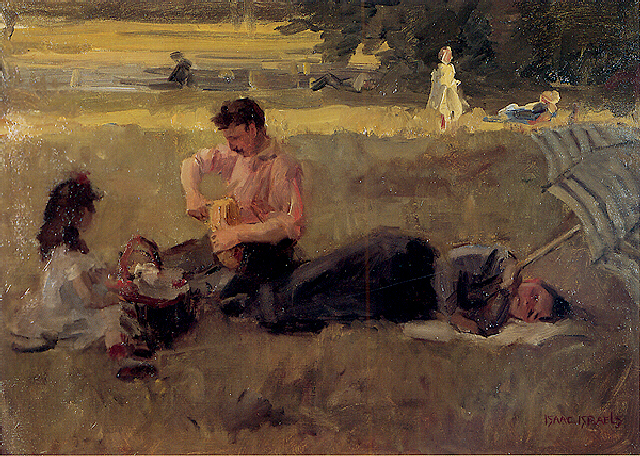
In het Bois de Boulogne, ca. 1905
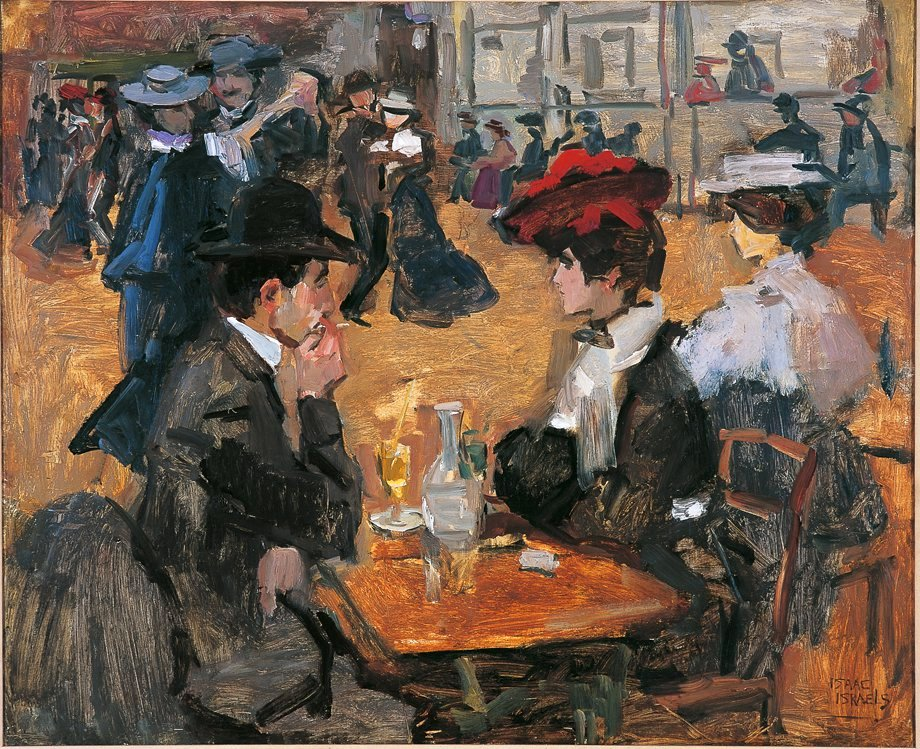
Moulin de la Galette, 1905-1906
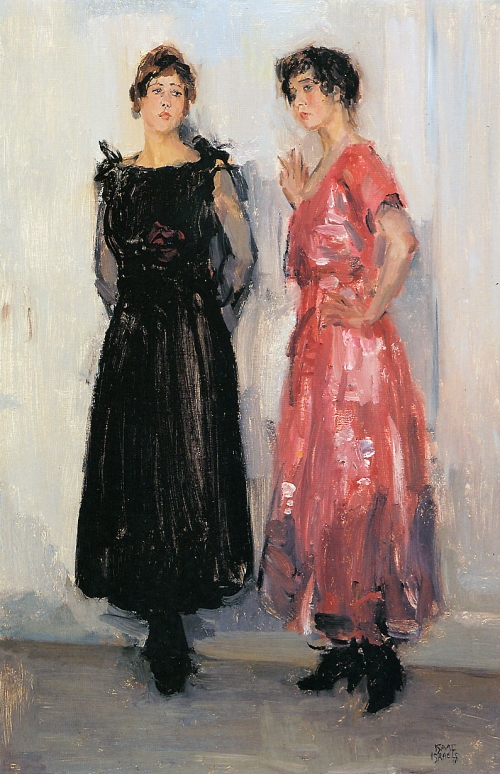
Twee mannequins bij Hirsch (Epi en Gertie), olieverf op doek, 79,5 × 51 cm, ca. 1916
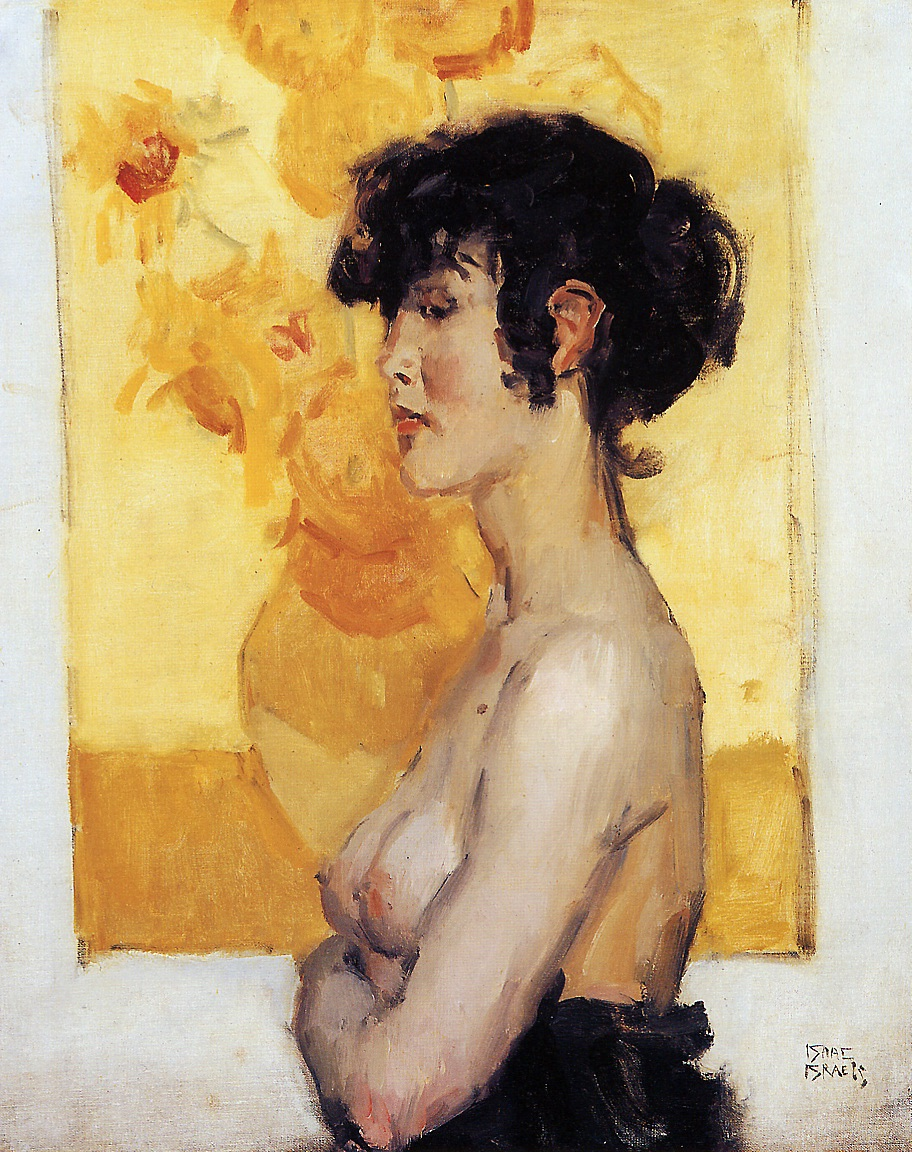
Vrouw, en profil voor de zonnebloemen van Van Gogh, 1917, Museum de Fundatie, Zwolle
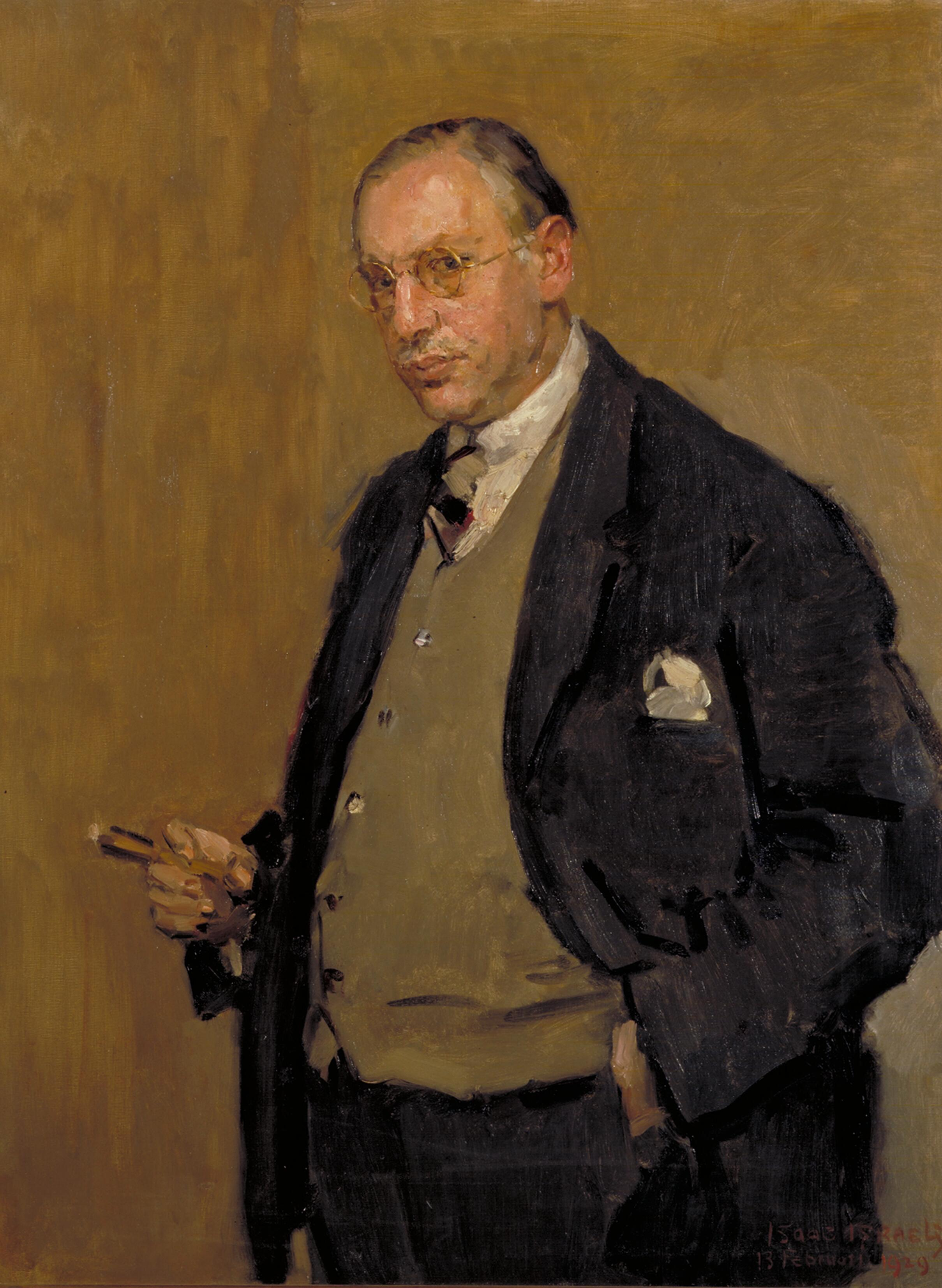
Portret van Nehemia de Lieme, 1929

## Werk in openbare collecties (selectie)
- Rijksmuseum Amsterdam[5]
- Museum de Fundatie in Zwolle
- Museum Jan Cunen in Oss